# Pandulf II van Benevento

Pandulf II (†1014) was prins van Benevento van 981 tot 1014 en prins van Capua van 1008 tot 1014.

## Familie
Zijn familie was er een van Longobardische heersers in Zuid-Italië. Zijn vader was Landulf III, prins van Benevento van 959 tot 968, zijn broer was prins Landulf VII van Capua (1000/1002-1007), zijn zonen waren Landulf V van Benevento, co-prins met zijn vader vanaf 987 en Pandulf IV van Capua (1016-1050).

## Context
Zijn oom Pandulf I slaagde er in om de Mezzogiorno te verenigen, maar na zijn dood in 981 viel Zuid-Italië terug uiteen. Rond het jaar 1000 stond Italië in rep en roer, Keizer Otto III greep in, en eiste de titel van koning van Italië op. Otto III stierf in 1002 op 21-jarige leeftijd.
Zijn broer Landulf VII werd aangesteld als prins van Capua en na zijn dood in 1007 werden Capua en Benevento terug verenigd. Na zijn dood werden de twee vorstendommen terug opgesplitst onder zijn zonen.